# Contours du jour qui vient
 (juillet 2025).
Contours du jour qui vient est un roman de Léonora Miano, publié en 2006, et ayant remporté le Prix Goncourt des lycéens la même année. C'est le deuxième roman de cette auteure, et s'il peut se lire indépendamment, il constitue le deuxième volet de la « Suite africaine », une trilogie commençant par L’Intérieur de la nuit (2005), suivi de Les aubes écarlates (2009).

## Résumé
L'histoire se déroule dans un pays imaginaire d'Afrique, le Mboasu, où se situent également les deux autres romans de la série.
Une petite fille est rejetée par sa mère à la suite de la mort violente du père, qui les précipite toutes deux à la rue. Musango, tout au long du livre, s'adresse à sa mère, dont elle cherche à comprendre le caractère névrosé, qui l'a poussée à la maltraitance puis à l'abandon. Au cours de son errance, elle est confrontée à des êtres indifférents et égoïstes. Il y a notamment des hommes sans scrupules manipulant par la peur et le mélange de pratiques occultes dans certaines Églises de réveil. Elle rencontre aussi quelques femmes au caractère généreux qui lui permettront de se construire et de poursuivre son chemin avec une détermination enfin apaisée.

## Analyse
Ce roman nous parle d'une Afrique victime de la guerre et de la corruption, où le délitement du lien social favorise la prolifération des sectes et des faux prophètes.
Certaines scènes sont racontées dans des termes durs, voire choquants, mais rendus supportables une certaine distanciation et même de l'humour (noir). Le style d'écriture poétique et la forme narrative sont très élaborés.